# Bactrocera furcata
Bactrocera furcata is een vliegensoort uit de familie van de boorvliegen (Tephritidae). De wetenschappelijke naam van de soort werd voor het eerst geldig gepubliceerd in 2017 door David en Hancock.